# Ladysmith, New South Wales
Ladysmith är en del av en befolkad plats i Australien. Den ligger i kommunen Wagga Wagga och delstaten New South Wales, i den sydöstra delen av landet, omkring 370 kilometer sydväst om delstatshuvudstaden Sydney.
Närmaste större samhälle är Wagga Wagga, omkring 16 kilometer nordväst om Ladysmith.
Trakten runt Ladysmith består till största delen av jordbruksmark. Runt Ladysmith är det glesbefolkat, med 12 invånare per kvadratkilometer. Genomsnittlig årsnederbörd är 867 millimeter. Den regnigaste månaden är mars, med i genomsnitt 113 mm nederbörd, och den torraste är oktober, med 42 mm nederbörd.